# Border Leicester (oveja)
Border Leicester es una raza ovina que data de la década de 1760, originaria de Inglaterra, de la zona de Northumberland, y se crían principalmente para producir carne.

## Características

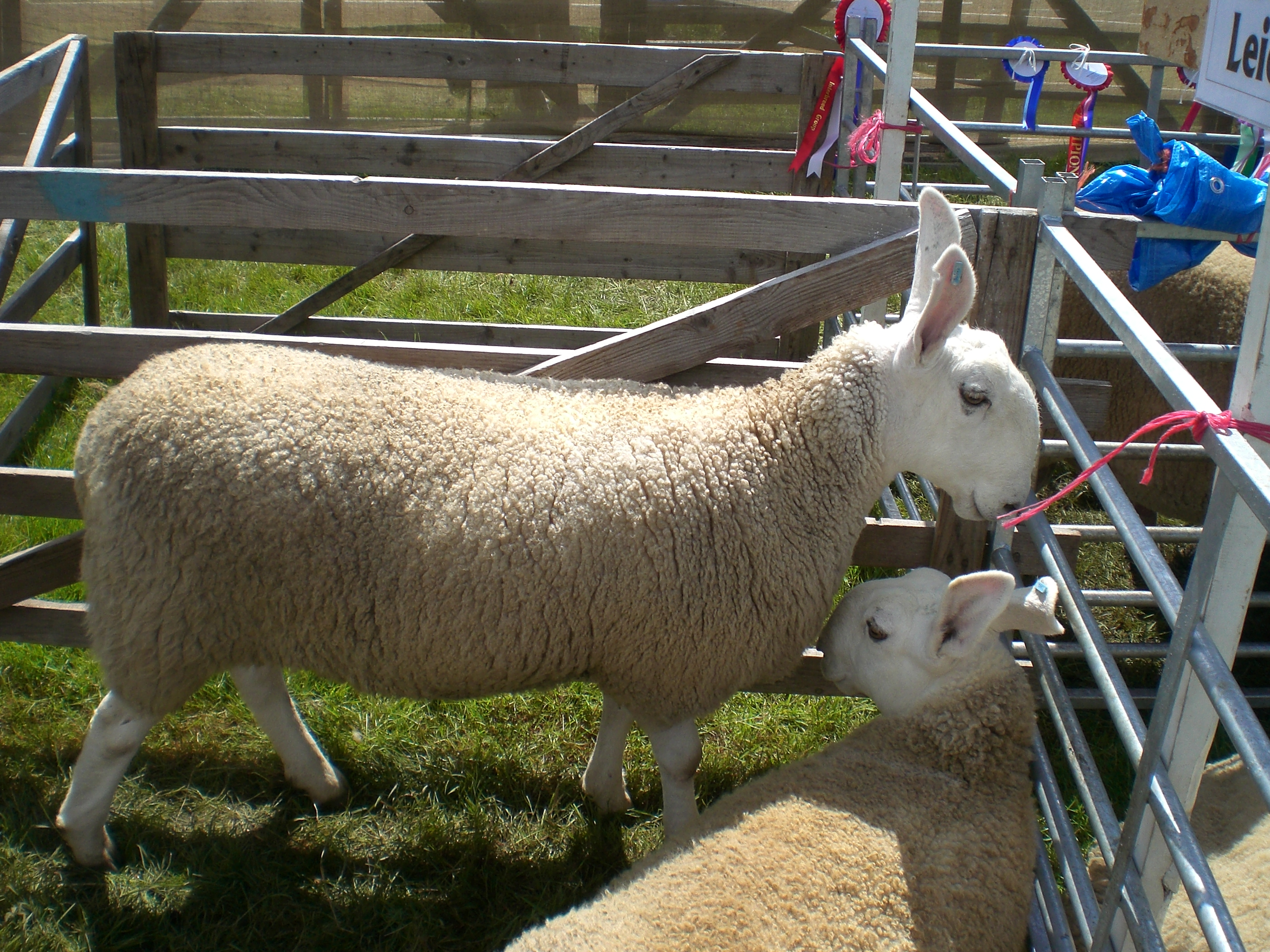
Ejemplar de Leicester fronteriza.

Son ovejas de gran tamaño, robustas y dóciles, esta raza ha sido exportada a muchos países productores de carne ovina, tal  como Australia y Estados Unidos, Canadá, China, Colombia, Sudáfrica, Francia, España, Portugal, India, Japón, Yugoslavia, Irán, Hungría, Rusia, Turquía y Suiza, entre otros. El peso vivo de un macho Border Leicester es de entre 140 a 175 kg y una madre madura de 90 a 120 kg, al año de edad los corderos pesan aproximadamente 65 kilogramos. La lana que producen están dentro de las normas de la raza Merina, con una finura de 32 a 38 micrones, se les realiza hasta dos esquilas anuales.